# Have a Cigar
"Have a Cigar" is het derde nummer op Pink Floyds conceptalbum Wish You Were Here uit 1975. Het nummer volgt uit "Welcome to the Machine" en opent de tweede zijde op de originele lp. In sommige markten werd het nummer als single uitgebracht. De Engelse folkrockzanger Roy Harper verzorgde de leadzang op het nummer. Het is een van de slechts drie Pink Floyd-opnames met een gastzanger als leadzang, de andere zijn "The Great Gig in the Sky" (1973) met Clare Torry en "Hey Hey Rise Up" (2022) met Andriy Khlyvnyuk. Het nummer, geschreven door Roger Waters, is zijn kritiek op de ongebreidelde hebzucht en cynisme die zo wijdverspreid waren in het management van rockgroepen uit die tijd.
"Have a Cigar" eindigt met een gitaarsolo, die abrupt wordt onderbroken door een synthesizer filter-sweep geluidseffect terwijl de muziek in volume afneemt tot een blikkerig niveau dat doet denken aan AM-radio. Het nummer eindigt met het geluid van een radio die wordt uitgezet; dit effect wordt gebruikt als overgang naar het titelnummer "Wish You Were Here".

## Bezetting
- David Gilmour – elektrische gitaren
- Richard Wright – Wurlitzer elektrische piano, ARP String Synthesizer, Minimoog, Hohner clavinet D6, piano
- Roger Waters – basgitaar
- Nick Mason – drums

met:
- Roy Harper – zang

Nummers van Pink Floyd